# Sant Jaume de Timor
Sant Jaume de Timor és una església del poble de Sant Pere dels Arquells, al municipi de Ribera d'Ondara (Segarra) inclosa a l'Inventari del Patrimoni Arquitectònic de Catalunya.

## Descripció
És un edifici aïllat en ruïnes, proper a la Torre Timor Té planta rectangular, d'una sola nau amb coberta de volta de canó de perfil apuntat, actualment esfondrada i teulada a doble vessant. A la banda de ponent, un espai d'amplada i alçada més reduït és cobert amb una volta de canó apuntada que suportava el cor. L'absis semicircular ha desaparegut i ha estat substituït per un espai de planta quadrada obert a la nau. A la façana sud, troben la seva porta d'accés d'arc de mig punt adovellat damunt la qual hi ha una finestra amb llinda paredada. A la façana oest, es localitza el recinte del cementiri que abraça l'església fins a arribar a la seva porta d'accés. Hi ha un campanar d'espadanya d'un sol ull situat al carener de la façana de ponent, molt deteriorat. L'aparell emprat és de carreus sense escairar i irregulars, disposats en filades desordenades.

## Història
L'antiga església de Timor, esmentada per primera vegada en les llistes parroquials del bisbat de Vic dels segles xi i xii, va pertànyer a aquest bisbat fins a l'any 1957, quan passà a formar part del bisbat de Solsona.